# Agios Dimitrios (Cipro)
Agios Dimitrios (in greco Άγιος Δημήτριος?) è una comunità (in greco κοινότητα?, koinótita) nel distretto di Limassol a Cipro.

## Geografia fisica
Agios Dimitrios si trova nella regione geografica della Valle di Marathasa. Il villaggio è situato ad un'altitudine di 900 metri. Confina con Finini a sud, con Tris Elias a est e nord-est e con Paleomylos a ovest e nord-ovest.
Agios Dimitrios è attraversato dal fiume Kryos, un affluente del Diarizos. Il villaggio è circondato da una folta foresta. Anche se Agios Dimitrios riceve precipitazioni molto elevate, lo sviluppo agricolo è limitato a causa della morfologia del terreno che limita le possibilità di coltivazione.

## Origini del nome
Il villaggio ha preso il nome dalla chiesa di Agios Dimitrios. Agios Dimitrios era originariamente limitato all'area intorno alla chiesa.

## Storia
I primi rapporti che confermano l'esistenza di Agios Dimitrios risalgono alla metà del 15º secolo. Secondo il cronista Florio Bustronios, il re franco dell'isola, Giacomo II, concesse tra il 1460 ed il 1473 un certo numero di villaggi e i loro redditi a vari nobili. Agios Dimitrios venne dato a Onoufrios Rescuenses. Più tardi il villaggio fu abbandonato dai suoi abitanti per una ragione sconosciuta. Successivamente, l'area del villaggio divenne un metochion del Monastero di Agios Ioannis Lampadistis  (santo cipriota dell'XI secolo originario dello scomparso villaggio di Lampadis).
La tradizione dice che alla fine del XVIII-XIX secolo una famiglia del vicino villaggio di Tris Elies comprò l'area dal monastero di San Giovanni Lampadistis e successivamente la diede in dote alla sorella del vescovo di Paphos, Chrysanthos, quando sposò Konzambasis Chatzitheodotos di Kaminaria, figlio dell'agiografo Michael Pilgrim o Chatzimichael.
Nel 1916 ad Agios Dimitrios morì l'arcivescovo di Cipro Kyrillos II.

## Società

### Evoluzione demografica
Secondo i censimenti della popolazione condotti a Cipro, la popolazione del villaggio dal 1881 al 1960 è aumentata, per poi iniziare a diminuire a causa dell'inurbamento.

## Cultura

### Musei
Nel villaggio c'è un museo della ceramica tradizionale.